# Neuraeschna mina
Neuraeschna mina là loài chuồn chuồn trong họ Aeshnidae. Loài này được Williamson & Williamson mô tả khoa học đầu tiên năm 1930.